# Styrbjörn
Styrbjörn är ett mansnamn med fornnordiskt ursprung och förekommer bland annat på runstenar.
Det är en sammansättning av "Styrr" - med betydelsen "stoj", "tumult" och "björn" ("ostyrig björn"). Namnet var praktiskt taget försvunnet men återupplivades i den nationalromantiska anda som uppstod under 1800-talet.
Namnet är ett av de ovanligare i svenska almanackan. Det senaste decenniet har endast några stycken pojkar per år fått det som tilltalsnamn eller andranamn.
Det fanns 31 december 2009 totalt 428 personer i Sverige med förnamnet Styrbjörn, varav 158 hade det som tilltalsnamn.
2003 fick 1 pojke namnet, men ingen fick det som tilltalsnamn.
Namnsdag i den svenska almanackan: 10 maj (sedan år 2001, år 1986–2000 på 13 september). I den finlandssvenska namnsdagslängden har Styrbjörn namnsdag 11 oktober sedan 2015. Före det hade Styrbjörn namnsdag 8 november 1929–2014.

## Personer med namnet Styrbjörn
- Styrbjörn Torstensson, stamfader för den medeltida ätten Sandbroätten
- Styrbjörn (biskop i Skara)
- Styrbjörn Bergelt (1939–2006), svensk riksspelman
- Styrbjörn Colliander (1940–1976), klubbägare i Göteborg
- Styrbjörn Dahlqvist (1882–1952), svensk jurist
- Styrbjörn Holm (1928–1994), svensk seglare
- Styrbjörn Leander-Engström (1942–1979), svensk målare
- Styrbjörn Starke -  död på 980-talet, enligt fornnordisk tradition och sagalitteratur son till Erik Segersälls bror Olof Björnsson
- Styrbjörn von Stedingk (1901–1918), svensk friherre, scout och frivillig i finska inbördeskriget
- Styrbjörn Wahlquist (född 1960) - svensk musiker, trumslagare och sångare i hårdrockgruppen Heavy Load
- Styrbjörn Warelius (1919–2011), svensk ingenjör och konstnär